# Пиронин Ж
Пиронин Ж (3,6-бис-(диметиламино)ксантилий хлорид) — органическое соединение, основный ксантеновый краситель с химической формулой C17H19ClN2O, относящийся к группе пиронинов. Зелёные кристаллы, дающие в воде красный раствор. Применяется в биологии и микроскопии для различных окрасок препаратов.
Синонимы: тетраметилдиаминоксантилий хлористый, pyronin G, pyronin Y, C. I. 45005.

## Свойства
Зелёные кристаллы с металлическом блеском. Молярная масса составляет 302,80 г/моль. Растворим в воде (8,96 г / 100 г), плохо растворим в спирте (0,6 г / 100 мл), не растворим в эфире. Водный раствор имеет красный цвет и флуоресцирует жёлтым цветом. Спектр поглощения имеет два максимума λ = 548,3 нм и λ = 509,6 нм.
Показывает избирательное сродство к РНК, окрашивает в красный цвет цитоплазму и ядрышко.

## Получение
Из N-диметил-1,3-аминофенола и формалина.

## Применение
В биологии используется для микроскопических исследований в ботанике и гистологии. Пригоден к использованию во флуоресцентной микроскопии. Применяется для выявления РНК в методиках Браше и Курнику. Входит в различные методики окраски микроскопических препаратов, например, в окраску по Гроссо, использующую смесь пиронина Ж с метиловым зелёным и оранжевым Ж.